# Masuda Kiyokazu
Kiyokazu Masuda (sinh ngày 13 tháng 5 năm 1987) là một cầu thủ bóng đá người Nhật Bản.

## Sự nghiệp câu lạc bộ
Kiyokazu Masuda đã từng chơi cho Vissel Kobe.